# Polskie Towarzystwo Fizjoterapii
Polskie Towarzystwo Fizjoterapii – stowarzyszenie naukowe i zawodowe zrzeszające od 1987 roku część polskich fizjoterapeutów. Jest kontynuatorem prac sekcji Magistrów Wychowania Fizycznego Pracujących w Rehabilitacji, działającej przez 25 lat w strukturach Polskiego Towarzystwa Walki z Kalectwem.
Prezesem Zarządu Głównego PTF jest prof. dr hab. Andrzej Myśliwiec, wiceprezesami dr hab. Jan Szczegielniak, prof PO i dr hab. Grażyna Brzuszkiewicz-Kuźmicka.
Sekretarz: dr Tomasz Maicki.
Skarbnik: dr Renata Szczepaniak
Członkowie Zarządu: mgr Bartłomiej Borowiec, dr Mariusz Drużbicki, dr Grzegorz Mańko, dr Mateusz Romanowski, dr Patrycja Rąglewska, prof. Zbigniew Śliwiński, mgr Marcin Trębowicz, dr hab. Marzena Wiernicka
Główna Komisja Rewizyjna: dr Sławomir Jandziś (przewodniczący), mgr Kamil Pitala, dr Aleksandra Szabert-Kajkowska
Sąd Koleżeński: dr Michał Grzegorczyk (przewodniczący), mgr Adrian Rogala, dr Joanna Baran, mgr Maciej Kawoń, mgr Dorota Szymańska, mgr Hubert Zglinicki,
Rzecznik prasowy i kierownik biura: Dariusz Jasiński.

## Struktura
Polskie Towarzystwo Fizjoterapii posiada 15 oddziałów regionalnych.
| Nazwa oddziału           | Prezes                         |
| ------------------------ | ------------------------------ |
| Dolnośląsko-nadodrzański | Krzysztof Aleksandrowicz       |
| Kujawsko-pomorski        | Dariusz Fielek                 |
| Lubelski                 | Marcin Trębowicz               |
| Lubuski                  | Bartłomiej Borowiec            |
| Łódzki                   | Marcin Szczepanik              |
| Małopolski               | Tomasz Maicki                  |
| Mazowiecki               | Grażyna Brzuszkiewicz-Kuźmicka |
| Opolski                  | Katarzyna Bogacz               |
| Podkarpacki              | Sławomir Jandziś               |
| Pomorski                 | Elżbieta Rajkowska-Labon       |
| Śląski                   | Andrzej Myśliwiec              |
| Świętokrzyski            | Arkadiusz Żurawski             |
| Wielkopolski             | Mateusz Romanowski             |
| Zachodniopomorski        | Małgorzata Marjańska           |

## Sekcje
| Nazwa sekcji                                      | Przewodniczący     |
| ------------------------------------------------- | ------------------ |
| Diagnostyki obrazowej                             | Dominik Sieroń     |
| Fizykodiagnostyki i Fizjoterapii Stomatologicznej | Danuta Lietz-Kijak |
| Fizjoterapii w Ortotyce i Protetyce Narządu Ruchu | Mateusz Curyło     |
| Geriatryczna                                      | Marek Żak          |
| Historyczna                                       | Sławomir Jandziś   |
| Masażu                                            | Krzysztof Kassolik |
| Promocji Zawodu i Kształcenia                     | Jakub Oberbek      |
| Metod Obrazowania w Fizjoterapii                  | Paweł Linek        |